# Гарут
Гарут (индон. Garut) — город в индонезийской провинции Западная Ява. 
Административный центр округа Гарут. Расположен в 75 км к юго-востоку от столицы Западной Явы, города Бандунг.

## Вулканы
Долина Гарута окружена множеством вулканов. Самый известный из них — Галунггунг: во время его извержения в 1982 году 60 человек погибло, более 35000 было эвакуировано; значительный ущерб был нанесён сельскому хозяйству и инфраструктуре региона. Не менее знамениты вулканы Талагабодас (2200 м) и Гунтур (2250 м).